# Noemí del Castillo
Noemí del Castillo (Buenos Aires, 24 de octubre de 1939-Lima, 27 de abril de 2000) fue una actriz argentina, nacionalizada peruana. Participó en producciones como Nino, las cosas simples de la vida (1971), Los irrompibles (1975), Torbellino (1997) y María Emilia, querida (1999).

## Sus inicios
Noemí del Castillo nació en Buenos Aires, en el barrio de Barracas, el 24 de octubre de 1939.
Hija de Ramón del Castillo, trabajador de la fábrica de chocolates Águila, y Teresa Ouharriet, profesora de piano y directora de una escuela de música. Siete años más tarde, llegó su único hermano: Hugo. 
Desde muy pequeña, mostró interés por el arte, llevando formación musical principalmente de piano de la mano de su madre.
Ingresó a los cinco años al Instituto Vocacional de Arte Manuel José Labardén, entusiasmada por estudiar baile y su sueño de ser bailarina. Pero sentía gran curiosidad por lo que ocurría en las clase de teatro. Un día, una profesora la pilló espiando la clase y desde ahí formó parte del grupo de actuación, debutando en el teatro a los siete años de mariposa.
Lastimosamente hay poco registro de las obras teatrales en las que participó.
Podemos citar Coqueluche con Thelma Biral, Niní Marshall, entre otros, temporada con seis años en cartelera, La dama de las camelias con Jorge Luz, ¡Viva la pepa!, Discepoliana. Se encontraba en Chicago con Nélida Lobato, Ámbar La Fox, entre otros, cuando recibe la invitación para ser parte del elenco de la obra La sexy y el inocente con Manuel De Sabattini y viajar a Lima, Perú.
Pocos recuerdan que en 1966 fue la primera señora directora de la primera versión de Jacinta Pichimauida.
En 1968, participa de la telenovela Adorable profesor Aldao, junto con Guillermo Bredeston y Beatriz Taibo, personificando a la señorita Peralta. 
En la década de los setenta, Noemí forma parte de numerosas producciones tanto en cine como en TV.
En 1970, participa de Inconquistable Viviana Hortiguera. Ese mismo año actúa en la película Pimienta y Pimentón, junto con Luis Sandrini, José Marrone y Pablo Codevila. 
En 1971, participa de la película Así es Buenos Aires, junto con Ricardo Bauleo, Víctor Bó y Susana Giménez, entre otros. 
En 1971, forma parte del elenco de la telenovela Nino, las cosas simples de la vida. Exitosa telenovela peruano-argentina que fue coproducida por Panamericana Televisión (Perú) y Canal 13 (Argentina) siendo emitida entre los años 1971 y 1972. En dicha novela, interpretó a Leonor, a la hija soltera que vivía con su madre, interpretada por Pepita Muñoz. Forman parte del elenco también Enzo Viena, Gloria María Ureta, Elvira Travesí, María Aurelia Bisutti, Osvaldo Cattone, Arturo Puig, entre otros.
Es además esta novela la que la llevará años después a vivir de manera permanente en el Perú.
En 1971, se lleva Nino al cine con gran éxito.
En 1971, Noemí protagoniza junto con Rosanna Falasca, Roko y Norberto Pardal, Palolo, el filme ¡Arriba juventud!, rodado en gran parte en la provincia de Jujuy. En la película Noemí interpreta a la amiga de Rosanna Falasca. Ambas muchachas conocen y se enamoran de dos jóvenes cantantes que viajan para competir en un certamen de canto en esa provincia. 
Actuó en El teleteatro de Alberto Migre (1971) un ciclo de novelas mensuales por canal 13. 
En 1972, trabaja en la novela Mi dulce enamorada con Regina Alcóver, Osvaldo Cattone, María Rosa Gallo, etc.
En 1973, participó en la película Yo gané el prode ¿Y usted?, dirigida por Emilio Vieyra. Protagonizada por Ricardo Bauleo, Erika Wallner, Víctor Bó, entre otros.
También participó en algunas emisiones de Alta comedia, como por ejemplo De Becquer con amor (1974),  junto con Ana María Picchio y Adrián Ghio. 
Ese mismo año 1974, se estrena con gran suceso, el filme La gran aventura, primera  película de la saga de los Superagentes. Dirigida por Vieyra, y protagonizada por Ricardo Bauleo, Víctor Bó, Julio de Grazia, Jorge Martínez, Graciela Alfano y un elenco de destacadas figuras, entre ellos Noemi, que interpretaba a una sensual cantante de boleros. 
1975 fue un año de mucha actividad artística. Dicho año, participa de la novela más exitosa de ese año, Piel naranja, junto con Marilina Ross, Arnaldo André, China Zorrilla y Raúl Rossi, entre otros. 
En paralelo a sus trabajos en TV, Noemí del Castillo formó parte del elenco de la película Las procesadas en 1975, dirigida por Enrique Carreras, y junto con un importante elenco, como Susana Rinaldi, Mercedes Carreras, Olga Zubarry, Leonor Manso, Betiana Blum, entre otras.
También en 1975, forma parte del elenco de la película No hay que aflojarle a la vida junto con Palito Ortega, Juan Carlos Altavista, Olinda Bozán, Javier Portales, entre otros. 
En 1977, participa de la película El soltero con Claudio García Satur, Marta Gonzáles, entre otros.
Ese mismo año 1977, es parte del elenco de la novela El hombre que yo inventé con María Aurelia Bisutti, Jorge Martínez, etc.

## Perú, su gran amor
Noemí se había hecho muy popular en el Perú gracias la novela Nino, las cosas simples de la vida, emitida en Perú por Panamericana Televisión. Gracias a ello, había llegado a Perú por el aniversario de la televisora, con muchos integrantes del elenco, años después con Pepita Muñoz (doña Nena) y Maurice Jouvet (don Max) para grabar juntos un comercial de Desenfriolito.
En 1978, era parte del elenco de Chicago con Nélida Lobato, Ámbar La Fox, entre otros, cuando recibe la invitación para viajar a Lima (Perú) y unirse a la compañía de Manuel De Sabattini en la obra La sexy y el inocente.
Curiosamente quien le habría hecho llegar el contrato fue Ernesto (Tito) Reyes, joven abogado quien luego sería su esposo. Tito, quien era amigo de la compañía de De Sabattini, sabiendo que estaba por viajar a Buenoa Aires, recibió dicho encargo. Sin embargo, se hizo a través de un tercero dicha entrega.
Cuando Noemí recibió la invitación, relata que dijo: «Para Perú tengo la maleta detrás de la puerta». Dado su compromiso con Chicago, entrenó a su reemplazo y en pocas semanas partió a Perú.
Nuevamente fue Tito quien recibió el encargo, pero esta vez de recogerla del aeropuerto. Tito vestido de saco blanco y con un gran ramo de rosas la esperaba; relata Noemí que cuando lo divisó sin saber que era él quien iba por ella, pensó «¿quién será la suertuda?», grande y grata sorpresa que se llevó.
Desde ahí, se hicieron grandes amigos. Domingos familiares en casa de los padres de Tito quienes ya admiraban a Noemí, pero también la acogieron y quisieron desde el primer día.
Tanto Noemí como Tito disfrutan relatar su historia de amor así: Noemí llegó a Perú un 28 de marzo de 1978, un 18 de agosto pasaron de amigos a novios y se casaron un 23 de diciembre. En noviembre de 1979, llegaron sus mellizos: Laura y Sebastián.
El día que Tito le propuso matrimonio a Noemí, ella llegó a su casa para llamar a su mamá y decirle «mamá me caso, me quedo en Perú» y la siguiente en enterarse fue su amiga Regina Alcóver, a quien llamó a contarle la gran noticia.
Noemí se nacionalizó peruana por matrimonio, portó su DNI con orgullo, sintió siempre un cariño profundo y genuino por la tierra que la cobijó. Bailaba el vals, cantaba canciones criollas, admiraba el folclore, y sabía que era el lugar correcto para formar su familia.
Sobre el Perú dijo en una entrevista: «¿El Perú cambió su vida? Y de qué manera! Vine contratada por Manuel De Sabattini para una temporada de dos meses y ya tengo nueve años. Llegué a Tito (Reyes), me enamoré y formé mi hogar. He retornado a mi país en numerosas oportunidades, pero mi vida está aquí, en este Perú que tiene un atractivo muy especial y que me enseñó a quererlo, como sucede con muchos extranjeros que llegan de paso y encuentran un cariño que los hace quedar para siempre».
En sus inicios en el Perú fue coanimadora del programa Esta noche con Jorge Baglietto. También participó de El show de Rulito y Sonia y Los Gusanosaurios.
En 1984, en la novela Páginas de la vida con Pilar Brescia, Víctor Hugo Vieyra, Gloria María Ureta, etc.
En Perú, continuó su carrera artística participando en diversos Café Concert con diferentes figuras como Vinko, Gal Matarazzo, etc.
En el teatro, trabajó en la compañía de Osvaldo Cattone en diversas obras.
En 1984, Doña Flor y sus dos maridos con Osvaldo Cattone, Yvonne Frayssinet, Ricardo Fernández, entre otros.
También en 1984, Mamá soltera con Amelia Bence, Patricia Pereyra, etc.
En 1987 y 1988, la obra musical Annie, exitosísima puesta donde interpretó magistralmente a la malvada Miss Hannigan, obra donde debutó su hija, Laura (Laurita) Reyes, a los 7 años.
En 1988, fue coconductora del programa de cocina muy exitoso El menú de Gastón.
También dicho año, fue invitada especial de la serie Cero en conducta por Panamericana, donde su hija, Laura Reyes, tenía un rol principal.
En 1989, vuelve a ser convocada por Osvaldo Cattone para actuar en Sor-presas en el Teatro Marsano.
En 1992, forma parte del elenco de Mala mujer, novela transmitida por Frecuencia Latina y protagonizada por Ruddy Rodríguez y Daniel Lugo. En dicha novela, ingresa a mitad de temporada su hija, Laura Reyes, quien encarna a su ahijada.
Ese mismo año, Noemí, junto con su hija, Laura, actúa en la obra Muñeca de papel, producción familiar con la dirección de Carlos Gassols, llevando a cabo una temporada de mucho éxito.
En 1994, forma parte de la conducción del programa de medio día Aplausos por Panamericana Televisión, junto con Estrella Amprimo, Zoilita Soriano, entre otros.
En 1996, forma parte de la nueva versión de Nino, interprentando el mismo personaje de antaño. Esta versión protagonizada por Christian Thorsen y Mónica Sánchez no tuvo el mismo éxito que su versión original y fue emitido por Panamericana Televisión. En esta novela, también forma parte del elenco su hija, Laura Reyes.
En 1997, Noemí, con su esposo, Tito, inaugura la boutique Noemí del Castilo Plus Size, habiendo identificado las necesidades de las mujeres de poder encontrar ropa de tallas grandes sin sacrificar el buen gusto. Aperturaron su primera tienda en San Isidro y en 2000 en Chacarilla, Surco.
En 1996, Noemí es convocada a trabajar para Iguana Producciones de Lucho Llosa en la novela Obsesión. En 1997, es invitada a trabajar en algunos capítulos de la novela Torbellino con el personaje Ramona Cruz, su participación tuvo tanto impacto positivo en el televidente que su personaje se quedó hasta el final de la novela. Es así que Ramona Cruz también forma parte de la historia de la novela  Boulevard Torbellino en 1998.
También en 1998, encarna a Juana en la novela de Iguana Traversuras del corazón con Patricia Pereyra, Regina Alcóver, Yvonne Fraysinnet, y Stephanie Cayo aún niña.
En 1999 y 2000, asume el personaje de Generosa Gómez en la novela María Emilia, querida en América Televisión. Novela protagonizada por Juan Soler, Coraima Torres, y un gran elenco.
En 2000, Noemí se encontraba ensayando la obra Los chismes de las mujeres dirigida por Osvaldo Cattone, y presentaba dolores producto de una hernia inguinal. Por tanto, decidió asistir al médico, de manera que pueda llevar la temporada próxima sin dolores.
El 26 de abril de 2000, acude a cita médica con la intención de poder ser operada con prontitud de dicha hernia. El médico le indica que estaba muy inflamada y por ello no podía operarla muy pronto, la encuentra con arritmía y la envía a la zona de emergencia donde le realizarían un electrocardiograma, así como administrarle por vía intravenosa unos medicamentos para aliviar el dolor e inflamación.
Es importante mencionar que Noemí llegó caminando por sus propios medios acompañada de su hijo, Sebastián, y llegaría a unirse su hija, Laura.
Noemí hace un shock anafiláctico en respuesta al medicamento aplicado, Sebastián y Laura presenciaron ese doloroso y traumático momento. Noemí hace un paro cardíaco, posteriormente ingresa a UCI y veinticuatro horas después, el 27 de abril a horas de la tarde, le sobreviene un paro cardíaco del cual no sobrevive.
El velatorio de Noemí convocó grandes figuras del medio, pero también cientos de fanes que se acercaron a dar su último adiós.
La obra Los chismes de las mujeres es dedicada a Noemí en un emotivo homenaje.
El legado de Noemí continúa en su familia, sus hijos, nietos y en el recuerdo del púbico que tanto la apreció.

## Filmografía
- María Emilia, querida (1999-2000), como Generosa Gómez
- Boulevard Torbellino (1998), como Ramona Cruz, la Anaconda
- Travesuras del corazón (1998), como Juana
- Torbellino (1997), como Ramona Cruz, la Anaconda
- Obsesión (1996), como doña Esther
- Mala mujer (1991)
- Cero en conducta (1988)
- Los Pérez-Gil (1984)
- Páginas de la vida (1984)
- Teatro de humor (1981)
- El hombre que yo inventé (1977)
- El soltero (1977)
- Piel naranja (1975), como Clotilde
- Los irrompibles (1975)
- Las procesadas (1975)
- Alta comedia (1974)
- La gran aventura (1974)
- Teatro de Pacheco
- Yo gané el prode, ¿y usted? (1973)
- Rolando Rivas, taxista (1972), como Pura (temporada 1, cap. 3)
- Nino, las cosas simples de la vida (1971-1972), como Leonor
- ¡Arriba juventud! (1971)
- El teleteatro de Alberto Migré (1970)
- Inconquistable Viviana Hortiguera (1970), como Peralta
- Pimienta y Pimentón (1970)
- Su comedia favorita (1968-1970), como celadora Peralta
- Adorable profesor Aldao (1968), como Peralta
- Don Jacobo (1968)